# Ragas unica
Ragas unica is een vlieg uit de familie van de dansvliegen (Empididae). De wetenschappelijke naam van de soort is voor het eerst geldig gepubliceerd in 1837 door Francis Walker.